# Episodi de Il supermercato più pazzo del mondo (terza stagione)
La terza stagione della serie televisiva Il supermercato più pazzo del mondo è stata trasmessa in anteprima in Canada dalla CTV Television Network tra il 4 ottobre 1987 e il 14 febbraio 1988.
| nº | Titolo originale               | Titolo italiano | Prima TV Canada  | Prima TV Italia |
| -- | ------------------------------ | --------------- | ---------------- | --------------- |
| 1  | The Umpire Strikes Back        |                 | 4 ottobre 1987   |                 |
| 2  | Hey, Take Me Over              |                 | 10 ottobre 1987  |                 |
| 3  | Puppy Love                     |                 | 11 ottobre 1987  |                 |
| 4  | I'm Okay, You're a Spy         |                 | 17 ottobre 1987  |                 |
| 5  | Not for Commercial Use         |                 | 18 ottobre 1987  |                 |
| 6  | Edna's Choice                  |                 | 24 ottobre 1987  |                 |
| 7  | He's No Heavy, He's My Brother |                 | 25 ottobre 1987  |                 |
| 8  | Mutiny on Mr. Christian        |                 | 7 novembre 1987  |                 |
| 9  | Bannister & Dale               |                 | 14 novembre 1987 |                 |
| 10 | Shrink from Sendrax            |                 | 15 novembre 1987 |                 |
| 11 | The Naked Truth                |                 | 21 novembre 1987 |                 |
| 12 | Howard Hemingway               |                 | 22 novembre 1987 |                 |
| 13 | Edna, Howard, Cathy & Morty    |                 | 28 novembre 1987 |                 |
| 14 | Marlene for Hire               |                 | 12 dicembre 1987 |                 |
| 15 | Make Room for Daddy Christian  |                 | 27 dicembre 1987 |                 |
| 16 | My Hero, Mr. Bannister         |                 | 3 gennaio 1988   |                 |
| 17 | Fatal Harassment               |                 | 10 gennaio 1988  |                 |
| 18 | Vote for Me                    |                 | 16 gennaio 1988  |                 |
| 19 | Losing It                      |                 | 30 gennaio 1988  |                 |
| 20 | Smotherly Love                 |                 | 31 gennaio 1988  |                 |
| 21 | Educating Leslie               |                 | 7 febbraio 1988  |                 |
| 22 | For the Book                   |                 | 14 febbraio 1988 |                 |